# Поулиос, Констандинос
Констандинос Пуолиус — греческий бегун на длинные дистанции, который специализируется в марафоне. На олимпийских играх 2012 года занял 80-е место в марафоне с результатом 2:33.17.
На Берлинском марафоне 2011 года занял 16-е место с личным рекордом — 2:17.12. Занял 14-е место на Дюссельдорфском марафоне 2013 года с результатом 2:22.53.

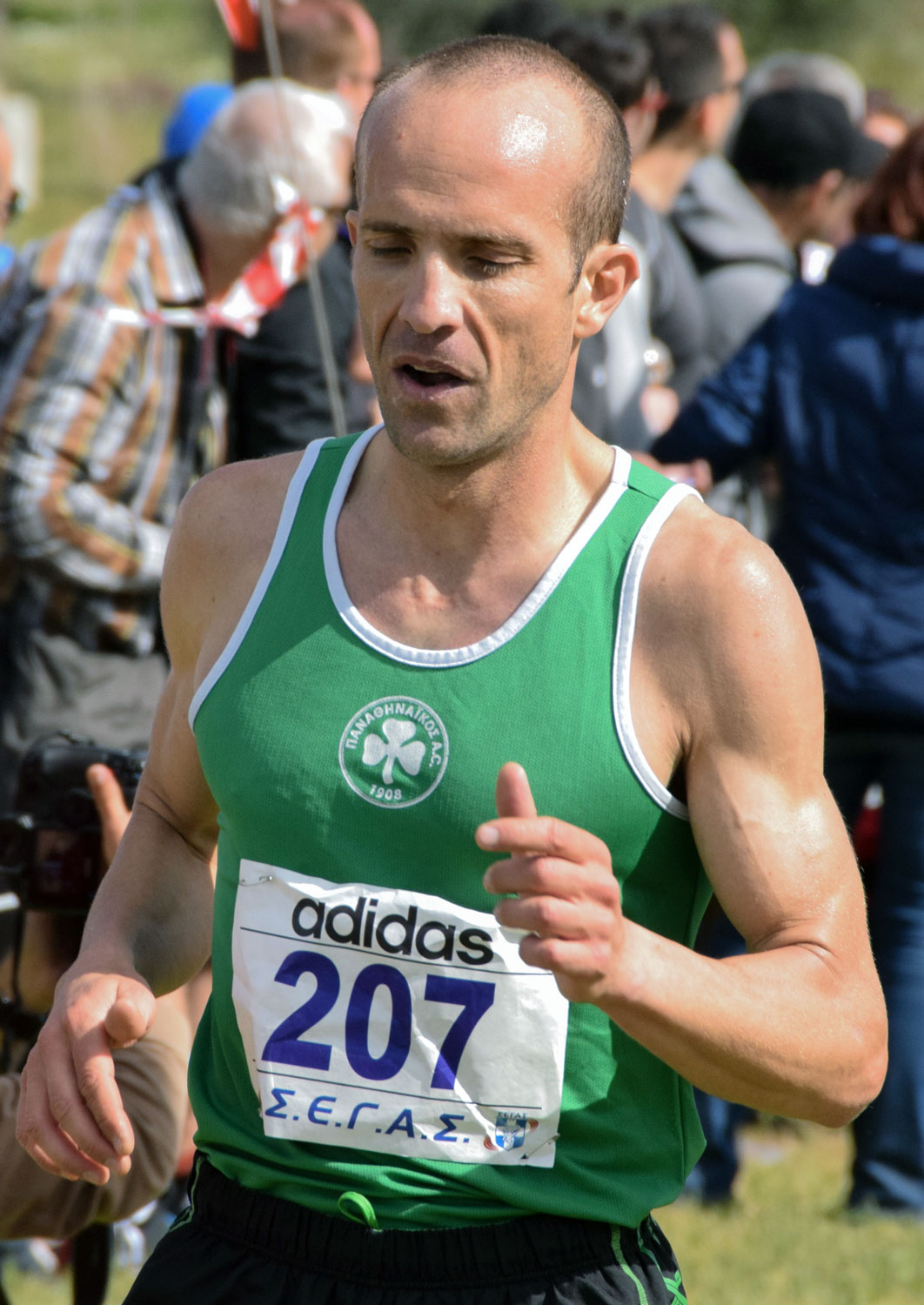